# Cupa Moldovei 2001-2002
La Cupa Moldovei 2001-2002 è stata la 11ª edizione della coppa nazionale disputata in Moldavia tra il 10 ottobre 2001 e il 22 maggio 2002. Vincitore della competizione è stato lo Sheriff Tiraspol, al suo terzo titolo.

## Ottavi di finale
Gli incontri di andata si sono disputati il 10 mentre quelli di ritorno il 24 ottobre 2001.
| Squadra 1              | Totale | Squadra 2               | Andata | Ritorno |
| ---------------------- | ------ | ----------------------- | ------ | ------- |
| Sheriff Tiraspol       | 6 - 0  | Cîmentul Rîbniţa        | 1 - 0  | 5 - 0   |
| FC Hîncești            | 5 - 1  | Haiduc-Intersport       | 3 - 0  | 2 - 1   |
| Zimbru Chișinău        | 10 - 3 | Fortuna Pleșeni         | 5 - 1  | 5 - 2   |
| Happy End Camenca      | 4 - 2  | Unisport-Auto Chișinău  | 1 - 1  | 3 - 1   |
| Dinamo Bender          | 2 - 5  | Constructorul Cioburciu | 2 - 1  | 0 - 4   |
| Agro-Goliador Chișinău | 2 - 0  | Dacia Chișinău          | 1 - 0  | 1 - 0   |
| FC Congaz              | 0 - 11 | Tiligul-Tiras Tiraspol  | 0 - 2  | 0 - 9   |
| Viișoara Mileștii Mici | 0 - 9  | Nistru Otaci            | 0 - 6  | 0 - 3   |

## Quarti di finale
Gli incontri di andata si sono disputati il 22 marzo mentre quelli di ritorno il 3 aprile 2002.
| Squadra 1               | Totale | Squadra 2              | Andata | Ritorno |
| ----------------------- | ------ | ---------------------- | ------ | ------- |
| Hîncești FC             | 0 - 2  | Sheriff Tiraspol       | 0 - 1  | 0 - 1   |
| Happy End Camenca       | 0 - 6  | Zimbru Chișinău        | 0 - 3  | 0 - 3   |
| Constructorul Cioburciu | 1 - 2  | Tiligul-Tiras Tiraspol | 1 - 1  | 0 - 1   |
| Agro-Goliador Chișinău  | 2 - 2  | Nistru Otaci           | 2 - 1  | 0 - 1   |

## Semifinale
Gli incontri di andata si sono disputati il 24 aprile mentre quelli di ritorno l'8 maggio 2002.
| Squadra 1              | Totale | Squadra 2       | Andata | Ritorno |
| ---------------------- | ------ | --------------- | ------ | ------- |
| Sheriff Tiraspol       | 3 - 1  | Zimbru Chișinău | 2 - 0  | 1 - 1   |
| Tiligul-Tiras Tiraspol | 1 - 10 | Nistru Otaci    | 0 - 2  | 1 - 8   |

## Finale
| Arbitro: | Ghenadie Orlic (Chișinău) |

|                                               |           |                       |
| Tarkhnishvili 34’ (rig.) Brown 43’ Walter 96’ | Marcatori | 41’ Blajko 80’ Bursuc |